# Phyromachos
Phyromachos (altgriechisch Φυρόμαχος) war ein attischer Bildhauer des 2. Jahrhunderts v. Chr. Er gilt als der letzte der sieben größten griechischen Bildhauer Myron, Phidias, Polyklet, Skopas, Praxiteles und Lysipp. Ihm wird als bedeutendstes Werk der Entwurf des Pergamonaltars zugeschrieben.
Die Informationen zu Phyromachos sind sehr spärlich. Anhand der schriftlichen und archäologischen Quellen lässt sich zumindest die Existenz eines bedeutenden Bildhauers zur Zeit der Attaliden belegen. Plinius nennt ihn neben anderen Bildhauern als Schöpfer der monumenta Attalidium, ohne jedoch die einzelnen Werke zuzuordnen. Er war wahrscheinlich der Schöpfer einer berühmten Kultstatue des Gottes Asklepios, die vor 156 v. Chr. fertiggestellt wurde. Eine später zugefügte Inschrift nennt ihn zudem als Schöpfer eines mehrfach kopierten Porträts von Antisthenes, das auf einem älteren Kunstwerk beruhte.
Durch die Studien Bernard Andreaes wird in der Forschung vielfach angenommen, dass Phyromachos der führende und stilbildende pergamenische Künstler im zweiten Viertel des 2. Jahrhunderts v. Chr. war. Andreae weist ihm neben den genannten Werken noch andere weniger bedeutende Werke zu, etwa die Darstellung eines Giganten (heute im Archäologischen Nationalmuseum Neapel). Zudem war er der stilbildende Künstler des Pergamonaltars oder zumindest in einflussreicher Weise an diesem beteiligt. Andere Forscher, etwa Nikolaus Himmelmann, widersprechen Andreae zumindest in Teilen. Ein weiteres Problem ist die unklare Schaffenszeit des Bildhauers. Manche Archäologen datieren ihn noch ins 3. Jahrhundert v. Chr. oder glauben an eine Vermischung mehrerer Personen. So könnte ein für den Zeitraum zwischen 296 und 292 v. Chr. bei Plinius erwähnter und durch Inschriften bekannter Phyromachos Vater des Bildhauers Asklapon sein. Dieser Phyromachos muss um 220 v. Chr. tätig gewesen sein. Andere Inschriften nennen einen Phyromachos, der mit dem Bildhauer Nikeratos in der zweiten Hälfte des 3. Jahrhunderts v. Chr. zusammen auf Delos und in Kyzikos arbeitete.

## Belege
1. ↑  Plinius, Naturalis historia 34, 84.
2. ↑  Plinius, Naturalis historia 34, 51.

| Personendaten    | Personendaten                                      |
| ---------------- | -------------------------------------------------- |
| NAME             | Phyromachos                                        |
| KURZBESCHREIBUNG | attischer Bildhauer                                |
| GEBURTSDATUM     | 3. Jahrhundert v. Chr. oder 2. Jahrhundert v. Chr. |
| STERBEDATUM      | 2. Jahrhundert v. Chr.                             |